# Pseudopoda songi
Pseudopoda songi là một loài nhện trong họ Sparassidae.
Loài này thuộc chi Pseudopoda. Pseudopoda songi được Peter Jäger miêu tả năm 2008.